# Język makasae
Język makasae (a. ma’asae, macassai, makasai, makassai, maksae) – język papuaski używany w Timorze Wschodnim, przez grupę ludności w dystryktach: Baucau, Lautém, Manatuto i Viqueque. Według danych z 2010 roku posługuje się nim 102 tys. osób.
Należy do rodziny transnowogwinejskiej, a konkretniej do grupy timor-alor-pantar, nie jest zatem spokrewniony z ogólnokrajowym językiem tetum. Blisko spokrewniony etnolekt makalero, używany przez grupę o odrębnej tożsamości, był niegdyś uznawany za jego dialekt. Niemniej wzajemna zrozumiałość obu języków przybiera ograniczony charakter. Publikacja Glottolog (4.6) wciąż rozpatruje makasae i makalero jako dialekty jednego języka.
Został opisany w postaci opracowań gramatycznych (Struktur bahasa Makasai, 1998; Makasai, 2005; Aspectos Gramaticais da Língua Makasae de Timor-Leste: Fonologia, Morfologia e Sintaxe, 2015). Jest zapisywany alfabetem łacińskim.